# U-18-Fußball-Europameisterschaft 1988
Die 6. U-18-Fußball-Europameisterschaft wurde in der Zeit vom 22. bis 27. Juli 1988 in der Tschechoslowakei ausgetragen. Es war das erste UEFA-Turnier in der Tschechoslowakei. Sieger wurde die Sowjetunion durch einen 3:1-Sieg nach Elfmeterschießen gegen Portugal. Titelverteidiger DDR wurde
Dritter. Die Bundesrepublik Deutschland qualifizierte sich wie Österreich und die Schweiz nicht.

## Modus
Die acht qualifizierten Mannschaften spielten im K.-o.-System um den Titel. Die Viertelfinalsieger erreichen das Halbfinale, die Halbfinalsieger das Finale. Die Halbfinalverlierer spielen um Platz drei. Die Viertelfinalverlierer spielen um zwei freie Plätze für die Junioren-Fußballweltmeisterschaft 1989. Die Halbfinalisten qualifizieren sich ebenfalls für die Weltmeisterschaft.

## Teilnehmer
Am Turnier haben folgende Mannschaften teilgenommen:
| - Dänemark - Deutsche Demokratische Republik (Titelverteidiger) - Niederlande - Norwegen | - Portugal - Sowjetunion - Spanien - Tschechoslowakei (Ausrichter) |

### Mannschaften aus dem deutschsprachigen Raum

#### DDR
Die DDR-Junioren, Nachfolger des siegreichen Jahrgangs um Matthias Sammer, Axel Kruse und Rico Steinmann vom Herbst 1986, traten als Titelverteidiger an. Uwe Jähnig hatte bereits bei der EM vor zwei Jahren zum Kader gehört. Erneut gelang nach erfolgreicher Qualifikation der Gewinn einer Medaille, dieses Mal die bronzene. Nach dem Auftaktsieg gegen Dänemark (2:0) und der klaren Halbfinalniederlage gegen die Sowjetunion (0:3) siegte die von Lothar Priebe und Rudolf Krause betreute Auswahl im Spiel um Platz mit 2:0 gegen Spanien. Neben Jähnig gab das Fachblatt fuwo „weitere Bestnoten für Schulze, Kern und Fuchs.“ Mit Steffen Freund wurde ein Akteur nach der Wiedervereinigung A-Nationalspieler für den DFB. Der Kern der Mannschaft, von denen neben Freund nach dem Mauerfall viele weitere Spieler Fußballprofis wurden, vertrat den DFV auch bei der U-20-WM im darauffolgenden Winter.
| Spieler         | Verein                     | Einsätze | Tore |
| --------------- | -------------------------- | -------- | ---- |
| Frank Schulze   | SG Dynamo Dresden          | 3        | -    |
| Mario Kern      | SG Dynamo Dresden          | 3        | -    |
| Mike Werner     | FC Vorwärts Frankfurt/Oder | 2        | -    |
| Thomas Grabow   | BFC Dynamo                 | 3        | -    |
| Torsten Raspe   | HFC Chemie                 | 3        | -    |
| Steffen Karl    | HFC Chemie                 | 3        | -    |
| Dirk Stammann   | BFC Dynamo                 | 3        | -    |
| Lars Hermel     | FC Karl-Marx-Stadt         | 3        | 1    |
| Stefan Marx     | 1. FC Lokomotive Leipzig   | 1        | -    |
| Thomas Strecker | BFC Dynamo                 | 1        | -    |
| Steffen Freund  | BSG Stahl Brandenburg      | 1        | -    |
| Uwe Jähnig      | SG Dynamo Dresden          | 3        | 1    |
| Henri Fuchs     | FC Hansa Rostock           | 3        | 2    |
| Nico Niedziella | 1. FC Magdeburg            | 3        | -    |
| Jürgen Rische   | 1. FC Lokomotive Leipzig   | 2        | -    |
| Heiko Jobst     | FC Carl Zeiss Jena         | -        | -    |

- Trainer: Lothar Priebe

#### BR Deutschland
Die DFB-Junioren (acht Pluspunkte) scheiterten in der Qualifikationsgruppe 1 knapp an Portugal (neun Zähler). Zu den eingesetzten Spielern der bundesdeutschen U-18 in der Vorausscheidung zählten unter anderem Nils Schmäler, Olaf Schmäler, Gerhard Poschner, Sven Scheuer und Marcus Feinbier.

## Austragungsorte
Gespielt wurde in den Städten Frýdek-Místek, Kopřivnice, Opava und Vsetín.

## Das Turnier

### Viertelfinale
|                                |   |                  |     |
| 22. Juli 1988 in Frydek Mistek |   |                  |     |
| DDR                            | – | Dänemark         | 2:0 |
| 22. Juli 1988 in Opava         |   |                  |     |
| Spanien                        | – | Tschechoslowakei | 1:0 |
| 22. Juli 1988 in Vsetín        |   |                  |     |
| Sowjetunion                    | – | Norwegen         | 4:2 |
| 22. Juli 1988 in Koprivnice    |   |                  |     |
| Portugal                       | – | Niederlande      | 3:0 |

### WM-Qualifikation
|                           |   |             |                      |
| 24. Juli 1988 in Vsetín   |   |             |                      |
| Norwegen                  | – | Dänemark    | 1:1 n. V., 5:4 i. E. |
| 24. Juli 1988, Koprivnice |   |             |                      |
| Tschechoslowakei          | – | Niederlande | 1:0                  |

### Halbfinale
|                                |   |         |     |
| 24. Juli 1988 in Opava         |   |         |     |
| Portugal                       | – | Spanien | 2:0 |
| 24. Juli 1988 in Frydek Mistek |   |         |     |
| Sowjetunion                    | – | DDR     | 3:0 |

### Spiel um Platz drei
|                                |   |         |     |
| 27. Juli 1988 in Frydek Mistek |   |         |     |
| DDR                            | – | Spanien | 2:0 |

### Finale
|                                |   |          |     |
| 27. Juli 1988 in Frydek Mistek |   |          |     |
| Sowjetunion                    | – | Portugal | 3:1 |

## Entscheidungen
Die Sowjetunion wurde zum ersten Mal U-18-Europameister.
Die Siegerelf: Stautsche - Bejenar, Benko, Tabunow, Asadow, Muschtschinka (Tetradse), Popowitsch, Kassimow, Timoschenko, Salenko, Kirijakow (Nikiforow)
Timoschenko, Nikiforow, Salenko / João Pinto erzielten die Tore im Elfmeterschießen.
Neben der Sowjetunion qualifizierten sich die DDR, Norwegen, Portugal, Spanien und die Tschechoslowakei für die Junioren-Fußballweltmeisterschaft 1989.